# Deutsche Volkspartei (Österreich)
Die Deutsche Volkspartei war eine politische Partei der deutschen Volksgruppe in der österreichischen Reichshälfte der k. u. k.-Monarchie. Sie gehörte zum deutschnationalen Lager und bestand von 1896 bis 1910.
Sie ging aus der 1891 gegründeten Deutschen Nationalpartei unter Führung Otto Steinwenders hervor. Hintergrund war eine Spaltung der um 1880 entstandenen deutschnationalen Bewegung, deren radikaler Flügel um Georg von Schönerer sich bereits 1885 von gemäßigteren Kräften wie Steinwender getrennt hatte. In den folgenden Jahren konnte die Deutsche Volkspartei mit gemäßigter antisemitischer Rhetorik größere Wahlerfolge erzielen als ihr radikalerer Ideengeber Schönerer mit dessen Alldeutscher Vereinigung. Steinwender bemühte sich, auch nationalgesinnte Vertreter (in seinen Worten die „besseren Elemente“) aus dem zerfallenden altliberalen Klub der Vereinigten Deutschen Linken für das deutschnationale Lager zu gewinnen und dieses so mehrheitsfähig zu machen. Während die Deutsche Nationalpartei hauptsächlich in den Alpenländern (insbesondere Kärnten und Steiermark) Stimmen gewonnen hatte, trat die „Deutsche Volkspartei für Böhmen“ unter Ernst Bareuther erstmals bei den böhmischen Landtagswahlen im November 1895 an. Im Juni 1896 erfolgte dann die Gründung der Deutschen Volkspartei auf Reichsebene. Im Bemühen um eine möglichst breite, nationale Partei luden Bareuther und Karl Beurle auch Georg von Schönerer zum Beitritt in die Partei ein, was dieser jedoch wütend zurückwies.
Das Parteiprogramm der Deutschen Volkspartei von 1896 folgte in den meisten Punkten dem deutschnationalen Linzer Programm von 1882, an dem auch schon Steinwender mitgewirkt hatte. Das Programm war deutschnational, freiheitlich und antisemitisch. Die Partei war für das Bündnis mit dem Deutschen Reich, für den „Schutz des Deutschtums in Österreich“ mittels Gesetz, für die „Beseitigung des slawischen Übergewichts“ durch Ausgliederung Galiziens aus dem Verband der im Reichsrat vertretenen Länder. Im Gegensatz zur Schönerer-Bewegung bekämpfte sie aber nicht die Habsburgermonarchie als solche, sondern war grundsätzlich staatstreu. Sie forderte außerdem eine „Befreiung von den nachteiligen Einflüssen des Judentums“, wobei sie sich vor allem gegen die Einwanderung von „Ostjuden“ aus Russland und Polen wandte, während sie – anders als Schönerers Rassenantisemitismus – eine Tür für assimilierte, deutschsprachige Bürger jüdischer Abstammung öffnete. Auch in punkto Antiklerikalismus war die Deutsche Volkspartei weniger radikal als die Schönerer-Bewegung. Sie stellte sich gegen die „klerikale Partei“ insofern als diese „die Religion in den Dienst von Parteizwecken“ stellte, verwarf aber „den Kampf gegen die Religion“.
Bei den Reichsratswahlen von 1897 gewann die Partei 46 Sitze, 1901 49 Sitze. Die größten Erfolge feierte sie in der Steiermark, in Kärnten und Böhmen. In Wien verlor sie viele Stimmen an die christlichsoziale Konkurrenz. Während die Mehrheit der Partei die Badeni’schen Sprachenverordnungen strikt ablehnte, nahm Otto Steinwender eine eher gemäßigte Haltung ein und wurde deshalb 1898 aus der Partei gedrängt. Danach wurde der schlesische Abgeordnete August Kaiser neuer Obmann, mit dem Steirer Viktor von Hochenburger als Stellvertreter. Ab 1906 stand Karl von Chiari aus Mähren dem Klub vor. 
Bei den Wahlen von 1907 verlor die Volkspartei, bedingt durch Einführung des allgemeinen Wahlrechts, Mandate an die Massenparteien (Christsoziale und Sozialdemokraten) und hielt nur mehr bei 25 Abgeordneten. Daher erfolgte ein Zusammenschluss mit deutschen Agrariern zum Deutschnationalen Verband, dem bald darauf auch die Deutschradikalen und die Deutsche Fortschrittspartei beitraten. Während die Deutschradikalen und die Agrarpartei im daraus 1910 hervorgegangenen Deutsche Nationalverband noch als Untergruppen fortbestanden, löste sich die Deutsche Volkspartei ganz darin auf. 1920 entstand daraus die dritte große Partei der Ersten Republik, die Großdeutsche Volkspartei. Die Vertreter der Deutschen Volkspartei in den Ländern der böhmischen Krone bildeten nach deren Trennung von Österreich durch den Vertrag von Saint-Germain 1919 mit Vertretern der Deutschradikalen Partei die Deutsche Nationalpartei in der Tschechoslowakei.